# Eumacroxiphus
Eumacroxiphus is een geslacht van rechtvleugeligen uit de familie sabelsprinkhanen (Tettigoniidae). De wetenschappelijke naam van dit geslacht is voor het eerst geldig gepubliceerd in 1998 door Ingrisch.

## Soorten
Het geslacht Eumacroxiphus omvat de volgende soorten:
- Eumacroxiphus atomarius Dohrn, 1905
- Eumacroxiphus brachyurus Karny, 1926
- Eumacroxiphus brevicauda Ingrisch, 1998
- Eumacroxiphus caudatus Ingrisch, 1998
- Eumacroxiphus diabolicus Karny, 1926
- Eumacroxiphus diffundatus Ingrisch, 1998
- Eumacroxiphus imitatus Ingrisch, 1998
- Eumacroxiphus megapterus Brongniart, 1897
- Eumacroxiphus vaginatus Pictet, 1888
- Eumacroxiphus varipes Karny, 1925
- Eumacroxiphus willemsei Ingrisch, 1998